# José Tristão de Bettencourt

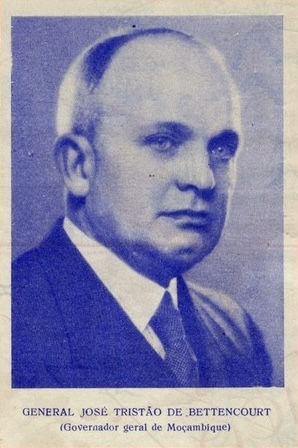
José Tristão de Bettencourt.

José Tristão de Bettencourt (Angra do Heroísmo, 3 de julho de 1880 — Lisboa, 25 de novembro de 1954) foi um oficial general do Exército Português que exerceu importantes funções políticas, entre as quais as de procurador à Câmara Corporativa durante o Estado Novo e de Governador-Geral de Moçambique.

## Biografia
Nascido em Angra do Heroísmo, cidade onde realizou os estudos básicos e liceais, tendo frequentado o Liceu Nacional de Angra do Heroísmo entre 1893 e 1899. Destinado a seguir a carreira militar, frequentou o Curso de Preparatórios na Escola Politécnica de Lisboa (1900-1901), ingressando no ano imediato na Escola do Exército (1902-1904). 
Em 1901 assentou praça no Regimento de Caçadores n.º 1, sendo promovido a alferes em 1905, iniciando nesse ano a sua carreira como oficial de Infantaria do Exército Português. Foi sucessivamente promovido a tenente (1908), capitão (1915), major (1920), tenente-coronel (1933), coronel (1937), brigadeiro e general (1939). Em 1945 passou à situação de reserva, por limite de idade. Passou à situação de reforma em 1950.
Ao longo da sua carreira militar, depois de em 1915-1916 ter sido vogal da Comissão Técnica da Arma de Infantaria, dedicou-se essencialmente à administração colonial na África Oriental Portuguesa, tendo sido sub-chefe do Estado-Maior do Quartel-General de Moçambique (1916-1917), governador do Distrito de Inhambane (1921) e chefe do Estado-Maior do Quartel-General de Moçambique (1922-1928). Terminou a sua relação com Moçambique exercendo as funções de Governador-Geral de Moçambique (1940-1946).
Paralelamente exerceu diversas funções de carácter político-administrativa ligadas à administração colonial, tendo sido Chefe de Gabinete do Ministro das Colónias (1926), membro do Conselho Fiscal do Banco Nacional Ultramarino, vogal do Conselho Superior das Colónias e vogal do Conselho do Império Colonial.
Em 1928 foi nomeado Ministro das Colónias por decreto de 18 de Março, mas não chegou a a tomar posse.
Depois de ter passado à situação de reservas, foi procurador à Câmara Corporativa, designado pelo Conselho Corporativo, nas IV (1945-1949), V (1949-1953) legislaturas daquele órgão do Estado Novo. A sua carreira parlamentar centrou-se em matérias militares e de política e economia coloniais. Destacou-se nos pareceres referentes à revisão do Acto Colonial e sobre matérias referentes à organização da defesa nacional.
Foi agraciado com os graus de Cavaleiro (28 de junho de 1919), Comendador (5 de outubro de 1921), Grande-Oficial (20 de maio de 1939) e Grã-Cruz (20 de abril de 1945) da Ordem Militar de Avis e com o grau de Grande-Oficial da Ordem do Império Colonial (5 de julho de 1946).